# Nadzab
Nadzab est une ville de Papouasie-Nouvelle-Guinée.
Le 5 septembre 1943, elle fut la zone d'un assaut aéroporté américain durant la Campagne de Nouvelle-Guinée. Le 7 septembre 1943, un accident eut lieu sur son aérodrome, récemment conquis par les Alliés, qui entraîna la mort de 59 Australiens et 11 Américains.